# Llista de topònims de Granera
Llista de topònims (noms propis de lloc) del municipi de Granera, al Moianès
Informació actualitzada per un bot. Els canvis manuals es perdran quan s'actualitzi!

## bosc
| imatge | Nom             | Ubicat a                     | instància de | Detalls | coordenades                                                            | Protecció | Commons (més fotos) | Dades a WD                    |
| ------ | --------------- | ---------------------------- | ------------ | ------- | ---------------------------------------------------------------------- | --------- | ------------------- | ----------------------------- |
|        | Bosc del Salamó | Granera                      | bosc         |         | 41° 42′ 49″ N, 2° 04′ 49″ E / 41.7136833333°N,2.08015555556°E 800 msnm |           |                     | Modifica les dades a Wikidata |
|        | Les Rovires     | Granera                      | bosc         |         | 41° 44′ 22″ N, 2° 04′ 56″ E / 41.739417°N,2.082206°E                   |           |                     | Modifica les dades a Wikidata |
|        | Pins Grossos    | Monistrol de Calders Granera | bosc         |         | 41° 44′ 12″ N, 2° 02′ 10″ E / 41.73655°N,2.03618055556°E 575 msnm      |           | Pins Grossos        | Modifica les dades a Wikidata |

## camí
| imatge | Nom                                   | Ubicat a                     | instància de | Detalls       | coordenades | Protecció | Commons (més fotos)                  | Dades a WD                    |
| ------ | ------------------------------------- | ---------------------------- | ------------ | ------------- | --- | --------- | ------------------------------------ | ----------------------------- |
|        | camí de Monistrol de Calders al Coll  | Monistrol de Calders Granera | camí         | Llarg: 5km    | 41° 45′ 01″ N, 2° 00′ 41″ E / 41.750212°N,2.011513°E 41° 44′ 19″ N, 2° 02′ 36″ E / 41.738672°N,2.043226°E                                     |           | Camí de Monistrol de Calders al Coll | Modifica les dades a Wikidata |
|        | camí de Puigdomènec                   | Granera                      | camí         | Llarg: 1km    | 41° 43′ 18″ N, 2° 05′ 35″ E / 41.721548°N,2.092958°E 41° 43′ 27″ N, 2° 05′ 07″ E / 41.724089°N,2.085144°E                                     |           |                                      | Modifica les dades a Wikidata |
|        | camí de Salvatges                     | Granera                      | camí         | Llarg: 3km    | 41° 43′ 52″ N, 2° 04′ 30″ E / 41.731247°N,2.075022°E 41° 43′ 01″ N, 2° 05′ 28″ E / 41.717019°N,2.091106°E                                     |           |                                      | Modifica les dades a Wikidata |
|        | camí de Sant Llogari                  | Castellterçol Granera        | camí         | Llarg: 3km    | 41° 44′ 34″ N, 2° 03′ 48″ E / 41.7429°N,2.06347°E                                                                                             |           |                                      | Modifica les dades a Wikidata |
|        | camí de Sant Llorenç Savall a Granera | Granera Sant Llorenç Savall  | camí         | Llarg: 9.5km  | 41° 41′ 09″ N, 2° 03′ 27″ E / 41.685825°N,2.057505°E 41° 43′ 32″ N, 2° 03′ 42″ E / 41.725678°N,2.061588°E                                     |           |                                      | Modifica les dades a Wikidata |
|        | camí de Tantinyà                      | Granera                      | camí         | Llarg: 0.75km | 41° 43′ 12″ N, 2° 04′ 01″ E / 41.719909°N,2.066965°E 41° 43′ 15″ N, 2° 04′ 27″ E / 41.720774°N,2.074213°E                                     |           |                                      | Modifica les dades a Wikidata |
|        | camí de l'Otzet                       | Granera                      | camí         | Llarg: 1km    | 41° 42′ 53″ N, 2° 01′ 51″ E / 41.714606°N,2.030729°E 41° 43′ 24″ N, 2° 01′ 51″ E / 41.723199°N,2.030828°E                                     |           |                                      | Modifica les dades a Wikidata |
|        | camí de l'Óssol                       | Granera                      | camí         | Llarg: 600m   | 41° 43′ 23″ N, 2° 04′ 01″ E / 41.723166°N,2.067074°E 41° 43′ 05″ N, 2° 03′ 58″ E / 41.717987°N,2.066031°E                                     |           |                                      | Modifica les dades a Wikidata |
|        | camí de la Riera                      | Granera                      | camí         | Llarg: 0.75km | 41° 43′ 32″ N, 2° 03′ 42″ E / 41.72567°N,2.061597°E 41° 43′ 24″ N, 2° 04′ 03″ E / 41.723241°N,2.067518°E                                      |           |                                      | Modifica les dades a Wikidata |
|        | camí de la Serra Pelada               | Granera                      | camí         | Llarg: 3km    | 41° 44′ 08″ N, 2° 04′ 14″ E / 41.735528°N,2.070488°E 41° 44′ 24″ N, 2° 04′ 19″ E / 41.73999°N,2.072017°E                                      |           |                                      | Modifica les dades a Wikidata |
|        | camí de les Febres                    | Granera                      | camí         | Llarg: 0.5km  | 41° 43′ 01″ N, 2° 05′ 53″ E / 41.717035833333334°N,2.098013888888889°E 41° 42′ 57″ N, 2° 06′ 03″ E / 41.71596666666667°N,2.1008494444444445°E |           |                                      | Modifica les dades a Wikidata |
|        | camí del Girbau                       | Granera                      | camí         | Llarg: 2.5km  | 41° 44′ 05″ N, 2° 03′ 12″ E / 41.7347175°N,2.0534444444444446°E 41° 44′ 30″ N, 2° 03′ 17″ E / 41.74160833333333°N,2.0546°E                    |           |                                      | Modifica les dades a Wikidata |
|        | camí del Marcet                       | Granera                      | camí         | Llarg: 1.7km  | 41° 44′ 35″ N, 2° 04′ 51″ E / 41.74296944444445°N,2.0809055555555553°E 41° 44′ 24″ N, 2° 04′ 44″ E / 41.74008611111111°N,2.078786111111111°E  |           |                                      | Modifica les dades a Wikidata |
|        | camí del Marcet a la Manyosa          | Granera                      | camí         | Llarg: 1.7km  | 41° 44′ 30″ N, 2° 04′ 44″ E / 41.741721°N,2.078793°E 41° 44′ 37″ N, 2° 04′ 03″ E / 41.743674°N,2.067425°E                                     |           |                                      | Modifica les dades a Wikidata |
|        | camí del Pas de les Illes             | Granera                      | camí         | Llarg: 0.65km | 41° 43′ 53″ N, 2° 04′ 24″ E / 41.731374°N,2.073344°E 41° 43′ 41″ N, 2° 04′ 24″ E / 41.728166°N,2.073216°E                                     |           |                                      | Modifica les dades a Wikidata |
|        | camí del Salamó                       | Granera                      | camí         | Llarg: 2.7km  | 41° 43′ 07″ N, 2° 04′ 07″ E / 41.718734°N,2.068677°E 41° 42′ 48″ N, 2° 04′ 59″ E / 41.713328°N,2.083083°E                                     |           |                                      | Modifica les dades a Wikidata |
|        | camí del Serrat del Moro              | Granera                      | camí         | Llarg: 0.6km  | 41° 43′ 24″ N, 2° 01′ 51″ E / 41.723375°N,2.030862°E 41° 44′ 03″ N, 2° 01′ 54″ E / 41.734234°N,2.03154°E                                      |           |                                      | Modifica les dades a Wikidata |

## collada
| imatge | Nom                               | Ubicat a              | instància de | Detalls         | coordenades                                                         | Protecció | Commons (més fotos)  | Dades a WD                    |
| ------ | --------------------------------- | --------------------- | ------------ | --------------- | ------------------------------------------------------------------- | --------- | -------------------- | ----------------------------- |
|        | Coll Blanc (Granera)              | Granera Mura          | collada      | Hi passa: B-124 | 41° 43′ 24″ N, 2° 00′ 56″ E / 41.7233°N,2.0155°E 624 msnm           |           | Coll Blanc (Granera) | Modifica les dades a Wikidata |
|        | Coll Roig                         | Granera Castellterçol | collada      |                 | 41° 44′ 01″ N, 2° 05′ 58″ E / 41.7335°N,2.09937°E 798.9 msnm        |           |                      | Modifica les dades a Wikidata |
|        | Coll d'Ases                       | Granera               | collada      |                 | 41° 42′ 33″ N, 2° 05′ 35″ E / 41.70923889°N,2.0931°E 867.2 msnm     |           |                      | Modifica les dades a Wikidata |
|        | Coll de Bardissars                | Gallifa Granera       | collada      |                 | 41° 42′ 55″ N, 2° 06′ 09″ E / 41.7154°N,2.10259°E 938 msnm          |           |                      | Modifica les dades a Wikidata |
|        | Coll de Pruna                     | Granera               | collada      |                 | 41° 43′ 09″ N, 2° 06′ 42″ E / 41.71916583°N,2.111675°E 943.2 msnm   |           |                      | Modifica les dades a Wikidata |
|        | Coll de Trens                     | Granera               | collada      |                 | 41° 42′ 42″ N, 2° 03′ 21″ E / 41.7118°N,2.05571°E 674.2 msnm        |           |                      | Modifica les dades a Wikidata |
|        | Coll de la Descàrrega             | Granera               | collada      |                 | 41° 43′ 02″ N, 2° 02′ 10″ E / 41.7171°N,2.03611°E 623.7 msnm        |           |                      | Modifica les dades a Wikidata |
|        | Coll del Serrat dels Tres Senyors | Granera               | collada      |                 | 41° 42′ 31″ N, 2° 01′ 30″ E / 41.70867778°N,2.02512778°E 645.7 msnm |           |                      | Modifica les dades a Wikidata |
|        | Coll dels Bardissars              | Granera               | collada      |                 | 41° 43′ 09″ N, 2° 06′ 35″ E / 41.71904611°N,2.10980833°E 915.2 msnm |           |                      | Modifica les dades a Wikidata |
|        | Collet de Llebre                  | Granera               | collada      |                 | 41° 44′ 00″ N, 2° 03′ 40″ E / 41.73333056°N,2.06119722°E 802.9 msnm |           |                      | Modifica les dades a Wikidata |
|        | Collet del Salamó                 | Granera               | collada      |                 | 41° 42′ 59″ N, 2° 05′ 01″ E / 41.71640556°N,2.08348056°E 835.8 msnm |           |                      | Modifica les dades a Wikidata |

## cova
| imatge | Nom               | Ubicat a | instància de | Detalls                          | coordenades | Protecció | Commons (més fotos)   | Dades a WD                    |
| ------ | ----------------- | -------- | ------------ | -------------------------------- | --- | --------- | --------------------- | ----------------------------- |
|        | Forat Negre       | Granera  | cova         | Llarg: 55m Ample: 0.4m Alt: 2.5m | 41° 44′ 00″ N, 2° 04′ 40″ E / 41.73332222222222°N,2.077725°E ca:Torrent de la Riera 673 msnm                                  |           | Forat Negre (Granera) | Modifica les dades a Wikidata |
|        | cova de les Tutes | Granera  | cova         | Llarg: 73m                       | 41° 44′ 14″ N, 2° 05′ 04″ E / 41.737161111111114°N,2.0844194444444444°E 690 msnm                                              |           | Cova de les Tutes     | Modifica les dades a Wikidata |
|        | cova del Penitent | Granera  | cova         | 20th century Llarg: 44m          | 41° 43′ 02″ N, 2° 05′ 41″ E / 41.717102777777775°N,2.0946777777777776°E ca:Camí de Salvatges - Cinglera de Salvatges 901 msnm |           | Cova del Penitent     | Modifica les dades a Wikidata |
|        | cova del Salamó   | Granera  | cova         | Llarg: 62m                       | 41° 42′ 42″ N, 2° 04′ 52″ E / 41.71165277777778°N,2.0810416666666667°E ca:Bosc del Salamó 836 msnm                            |           |                       | Modifica les dades a Wikidata |

## curs d'aigua
| imatge | Nom                             | Ubicat a                     | instància de | Detalls                                                 | coordenades                                                                                               | Protecció | Commons (més fotos)                    | Dades a WD                    |
| ------ | ------------------------------- | ---------------------------- | ------------ | ------------------------------------------------------- | --- | --------- | -------------------------------------- | ----------------------------- |
|        | Sot de Puigdomènec              | Granera                      | curs d'aigua | Desemboca: torrent de Salvatges Llarg: 3km              | 41° 43′ 23″ N, 2° 05′ 37″ E / 41.723°N,2.09366°E                                                          |           |                                        | Modifica les dades a Wikidata |
|        | Sot de Sant Martí               | Granera                      | curs d'aigua | Desemboca: torrent de Font de Buc Llarg: 2.3km          | 41° 43′ 33″ N, 2° 03′ 29″ E / 41.725901°N,2.058104°E 41° 43′ 51″ N, 2° 02′ 09″ E / 41.730966°N,2.035702°E |           | Sot de Sant Martí                      | Modifica les dades a Wikidata |
|        | Xaragall de Biguetes            | Granera                      | curs d'aigua | Desemboca: torrent de Trens Llarg: 1.3km                | 41° 43′ 12″ N, 2° 03′ 10″ E / 41.7201°N,2.05289°E                                                         |           |                                        | Modifica les dades a Wikidata |
|        | Xaragall de la Font del Boix    | Granera                      | curs d'aigua | Desemboca: torrent de l'Om Llarg: 1.4km                 | 41° 43′ 31″ N, 2° 01′ 49″ E / 41.7252°N,2.03019°E                                                         |           |                                        | Modifica les dades a Wikidata |
|        | torrent de Bigues               | Granera                      | curs d'aigua | Desemboca: Sot de Sant Martí Llarg: 2.3km               | 41° 43′ 54″ N, 2° 02′ 20″ E / 41.7317°N,2.03889°E                                                         |           |                                        | Modifica les dades a Wikidata |
|        | torrent de Cal Cintet           | Granera                      | curs d'aigua | Desemboca: torrent de Trens Llarg: 1.3km                | 41° 43′ 15″ N, 2° 02′ 27″ E / 41.7209°N,2.04085°E                                                         |           |                                        | Modifica les dades a Wikidata |
|        | torrent de Caldat               | Granera Monistrol de Calders | curs d'aigua | Desemboca: riera de Sant Joan Llarg: 4km                | 41° 44′ 05″ N, 2° 03′ 24″ E / 41.734589°N,2.056686°E 41° 45′ 12″ N, 2° 02′ 15″ E / 41.753281°N,2.037432°E |           | Torrent de Caldat                      | Modifica les dades a Wikidata |
|        | torrent de Cisnolla             | Granera                      | curs d'aigua | Desemboca: torrent de Caldat Llarg: 0.4km               | 41° 44′ 45″ N, 2° 02′ 33″ E / 41.7459°N,2.04253°E                                                         |           |                                        | Modifica les dades a Wikidata |
|        | torrent de Coll d'Ases          | Granera                      | curs d'aigua | Desemboca: torrent de Salvatges Llarg: 0.65km           | 41° 42′ 49″ N, 2° 05′ 28″ E / 41.7136°N,2.09102°E                                                         |           |                                        | Modifica les dades a Wikidata |
|        | torrent de Font de Buc          | Granera                      | curs d'aigua | Desemboca: torrent de l'Om Llarg: 2km                   | 41° 44′ 06″ N, 2° 02′ 02″ E / 41.7349°N,2.03388°E                                                         |           |                                        | Modifica les dades a Wikidata |
|        | torrent de Salvatges            | Granera                      | curs d'aigua | Desemboca: riera del Marcet Llarg: 3km                  | 41° 43′ 58″ N, 2° 04′ 39″ E / 41.7328°N,2.07754°E                                                         |           |                                        | Modifica les dades a Wikidata |
|        | torrent de Tantinyà             | Granera                      | curs d'aigua | Desemboca: torrent de la Riera Llarg: 0.9km             | 41° 43′ 30″ N, 2° 04′ 12″ E / 41.7251°N,2.06997°E                                                         |           |                                        | Modifica les dades a Wikidata |
|        | torrent de Trens                | Granera                      | curs d'aigua | Desemboca: torrent de Font de Buc                       | 41° 43′ 25″ N, 2° 02′ 19″ E / 41.7235°N,2.03858°E                                                         |           |                                        | Modifica les dades a Wikidata |
|        | torrent de l'Estevenell         | Granera                      | curs d'aigua | Desemboca: torrent de Font de Buc Llarg: 1.5km          | 41° 44′ 06″ N, 2° 02′ 02″ E / 41.7349°N,2.03388°E                                                         |           |                                        | Modifica les dades a Wikidata |
|        | torrent de l'Hort del Pi        | Granera                      | curs d'aigua | Desemboca: torrent de la Riera Llarg: 0.2km             | 41° 43′ 36″ N, 2° 04′ 21″ E / 41.7268°N,2.07244°E                                                         |           |                                        | Modifica les dades a Wikidata |
|        | torrent de l'Om                 | Monistrol de Calders Granera | curs d'aigua | Desemboca: riera de Sant Joan Llarg: 5km                | 41° 44′ 06″ N, 2° 02′ 02″ E / 41.734881°N,2.03387°E 41° 45′ 35″ N, 2° 00′ 46″ E / 41.759624°N,2.012839°E  |           | Torrent de l'Om (Monistrol de Calders) | Modifica les dades a Wikidata |
|        | torrent de l'Óssol              | Granera                      | curs d'aigua | Desemboca: torrent de la Riera Llarg: 0.5km             | 41° 43′ 07″ N, 2° 04′ 07″ E / 41.7186°N,2.06866°E                                                         |           |                                        | Modifica les dades a Wikidata |
|        | torrent de la Baga del Salamó   | Granera                      | curs d'aigua | Desemboca: torrent de Salvatges Llarg: 1.8km            | 41° 42′ 38″ N, 2° 05′ 25″ E / 41.7106361111°N,2.09033611111°E                                             |           |                                        | Modifica les dades a Wikidata |
|        | torrent de la Cua de la Guilla  | Granera                      | curs d'aigua | Desemboca: riera del Marcet Llarg: 1.2km                | 41° 44′ 15″ N, 2° 05′ 39″ E / 41.737622°N,2.094042°E 41° 44′ 30″ N, 2° 04′ 45″ E / 41.741624°N,2.079061°E |           | Torrent de la Cua de la Guilla         | Modifica les dades a Wikidata |
|        | torrent de la Font d'Úixols     | Granera Castellterçol        | curs d'aigua | Desemboca: torrent del Pererol Llarg: 1km               | 41° 43′ 27″ N, 2° 06′ 36″ E / 41.7242°N,2.11009°E                                                         |           |                                        | Modifica les dades a Wikidata |
|        | torrent de la Font de Salvatges | Granera                      | curs d'aigua | Desemboca: torrent de Salvatges Llarg: 0.9km            | 41° 43′ 09″ N, 2° 05′ 16″ E / 41.7191°N,2.08774°E                                                         |           |                                        | Modifica les dades a Wikidata |
|        | torrent de la Font de Trens     | Granera                      | curs d'aigua | Desemboca: torrent de Trens Llarg: 0.7km                | 41° 42′ 58″ N, 2° 03′ 10″ E / 41.716°N,2.05269°E                                                          |           |                                        | Modifica les dades a Wikidata |
|        | torrent de la Font de la Teula  | Granera                      | curs d'aigua | Desemboca: torrent de Salvatges Llarg: 1km              | 41° 42′ 58″ N, 2° 05′ 27″ E / 41.716°N,2.09076°E                                                          |           |                                        | Modifica les dades a Wikidata |
|        | torrent de la Font del Salamó   | Granera                      | curs d'aigua | Desemboca: torrent de la Baga del Salamó Llarg: 0.3km   | 41° 43′ 58″ N, 2° 04′ 39″ E / 41.7328°N,2.07754°E                                                         |           |                                        | Modifica les dades a Wikidata |
|        | torrent de la Manyosa           | Granera                      | curs d'aigua | Desemboca: riera del Marcet Llarg: 1.8km                | 41° 44′ 52″ N, 2° 04′ 49″ E / 41.7478°N,2.08026°E                                                         |           |                                        | Modifica les dades a Wikidata |
|        | torrent de la Rectoria          | Granera                      | curs d'aigua | Desemboca: torrent de Font de Buc Llarg: 0.7km          | 41° 43′ 31″ N, 2° 03′ 14″ E / 41.725403°N,2.053936°E 41° 43′ 44″ N, 2° 02′ 16″ E / 41.72883°N,2.037681°E  |           | Torrent de la Rectoria                 | Modifica les dades a Wikidata |
|        | torrent de la Riera             | Granera                      | curs d'aigua | Desemboca: riera del Marcet Llarg: 2km                  | 41° 43′ 58″ N, 2° 04′ 39″ E / 41.7328°N,2.07754°E                                                         |           |                                        | Modifica les dades a Wikidata |
|        | torrent de la Roca              | Granera                      | curs d'aigua | Desemboca: torrent de l'Om Llarg: 1.6km                 | 41° 44′ 06″ N, 2° 02′ 02″ E / 41.7349°N,2.03388°E                                                         |           |                                        | Modifica les dades a Wikidata |
|        | torrent de les Febres           | Granera                      | curs d'aigua | Desemboca: torrent de la Font de la Teula Llarg: 0.25km | 41° 43′ 02″ N, 2° 05′ 48″ E / 41.7172°N,2.09663°E                                                         |           |                                        | Modifica les dades a Wikidata |
|        | torrent de les Fraus de l'Otzet | Monistrol de Calders Granera | curs d'aigua | Desemboca: torrent de l'Om Llarg: 3.7km                 | 41° 42′ 33″ N, 2° 01′ 25″ E / 41.709065°N,2.023646°E 41° 44′ 11″ N, 2° 01′ 14″ E / 41.736268°N,2.020666°E |           | Torrent de les Fraus de l'Otzet        | Modifica les dades a Wikidata |
|        | torrent de les Gavinetes        | Granera                      | curs d'aigua | Desemboca: torrent del Sot del Calbó Llarg: 0.6km       | 41° 44′ 52″ N, 2° 04′ 49″ E / 41.7478°N,2.08026°E                                                         |           |                                        | Modifica les dades a Wikidata |
|        | torrent de les Pujadetes        | Granera                      | curs d'aigua | Llarg: 1.8km                                            | 41° 42′ 54″ N, 2° 06′ 27″ E / 41.7151°N,2.10758°E                                                         |           |                                        | Modifica les dades a Wikidata |
|        | torrent de les Sorreres         | Granera                      | curs d'aigua | Desemboca: torrent del Sot del Calbó Llarg: 0.5km       | 41° 44′ 52″ N, 2° 04′ 49″ E / 41.7478°N,2.08026°E                                                         |           |                                        | Modifica les dades a Wikidata |
|        | torrent de les Tutes            | Granera                      | curs d'aigua | Desemboca: riera del Marcet Llarg: 1.2km                | 41° 44′ 33″ N, 2° 04′ 48″ E / 41.7424°N,2.0801°E                                                          |           |                                        | Modifica les dades a Wikidata |
|        | torrent del Carner              | Granera                      | curs d'aigua | Desemboca: riera del Marcet Llarg: 1.6km                | 41° 44′ 09″ N, 2° 04′ 41″ E / 41.7357°N,2.07815°E                                                         |           |                                        | Modifica les dades a Wikidata |
|        | torrent del Casalot             | Granera                      | curs d'aigua | Desemboca: torrent de Coll d'Ases Llarg: 0.5km          | 41° 42′ 49″ N, 2° 05′ 28″ E / 41.7136°N,2.09102°E                                                         |           |                                        | Modifica les dades a Wikidata |
|        | torrent del Coll                | Granera                      | curs d'aigua | Desemboca: torrent de Caldat Llarg: 0.4km               | 41° 44′ 32″ N, 2° 02′ 44″ E / 41.7423°N,2.04553°E                                                         |           |                                        | Modifica les dades a Wikidata |
|        | torrent del Girbau              | Granera                      | curs d'aigua | Desemboca: torrent de Caldat                            | 41° 44′ 32″ N, 2° 02′ 44″ E / 41.7423°N,2.04553°E                                                         |           |                                        | Modifica les dades a Wikidata |
|        | torrent del Pererol             | Granera                      | curs d'aigua | Desemboca: riera del Munt Llarg: 2.5km                  | |           |                                        | Modifica les dades a Wikidata |
|        | torrent del Prat                | Granera                      | curs d'aigua | Desemboca: torrent de la Riera Llarg: 0.9km             | 41° 43′ 38″ N, 2° 04′ 19″ E / 41.7273°N,2.07203°E                                                         |           |                                        | Modifica les dades a Wikidata |
|        | torrent del Salamó              | Granera                      | curs d'aigua | Desemboca: torrent de la Riera Llarg: 1.8km             | 41° 43′ 11″ N, 2° 04′ 11″ E / 41.7197°N,2.0698°E                                                          |           |                                        | Modifica les dades a Wikidata |
|        | torrent del Sot del Calbó       | Granera                      | curs d'aigua | Desemboca: torrent de la Cua de la Guilla Llarg: 1.6km  | 41° 44′ 19″ N, 2° 05′ 43″ E / 41.7387°N,2.09519°E                                                         |           |                                        | Modifica les dades a Wikidata |

## església
| imatge | Nom                        | Ubicat a | instància de | Detalls                        | coordenades                                                                                    | Protecció                                  | Commons (més fotos)                | Dades a WD                    |
| ------ | -------------------------- | -------- | ------------ | ------------------------------ | ---------------------------------------------------------------------------------------------- | ------------------------------------------ | ---------------------------------- | ----------------------------- |
|        | Sant Humbert de la Manyosa | Granera  | església     |                                | 41° 44′ 37″ N, 2° 04′ 03″ E / 41.7435°N,2.06743°E                                              |                                            |                                    | Modifica les dades a Wikidata |
|        | Sant Martí de Granera      | Granera  | església     | Estil: arquitectura popular    | 41° 43′ 32″ N, 2° 03′ 23″ E / 41.7255°N,2.05647°E ca:Plaça de l'Església - Barri de l'Església | bé integrant del patrimoni cultural català | Sant Martí de Granera              | Modifica les dades a Wikidata |
|        | Santa Cecília de Granera   | Granera  | església     | Estil: art romànic a Catalunya | 41° 43′ 32″ N, 2° 03′ 42″ E / 41.7256°N,2.06165°E ca:Barri de l'Església. Ctra. BV-1245        | bé integrant del patrimoni cultural català | Ermita de Santa Cecília de Granera | Modifica les dades a Wikidata |
|        | capella de Bigues          | Granera  | església     | 20th century                   | 41° 44′ 02″ N, 2° 03′ 08″ E / 41.73390028°N,2.05217972°E ca:Baga de Bigues 689 msnm            |                                            | Capella de Bigues                  | Modifica les dades a Wikidata |

## font
| imatge | Nom                 | Ubicat a | instància de | Detalls | coordenades                                                                                        | Protecció | Commons (més fotos) | Dades a WD                    |
| ------ | ------------------- | -------- | ------------ | ------- | -------------------------------------------------------------------------------------------------- | --------- | ------------------- | ----------------------------- |
|        | font de Buc         | Granera  | font         |         | 41° 43′ 20″ N, 2° 02′ 15″ E / 41.72208889°N,2.03737222°E ca:Torrent de Font de Buc 570 msnm        |           |                     | Modifica les dades a Wikidata |
|        | font de Caldat      | Granera  | font         |         | 41° 44′ 16″ N, 2° 03′ 14″ E / 41.7379°N,2.05392°E 657 msnm                                         |           |                     | Modifica les dades a Wikidata |
|        | font de Trens       | Granera  | font         |         | 41° 42′ 56″ N, 2° 03′ 12″ E / 41.7156°N,2.05341°E 648 msnm                                         |           |                     | Modifica les dades a Wikidata |
|        | font de l'Avellaner | Granera  | font         |         | 41° 44′ 03″ N, 2° 04′ 42″ E / 41.73403556°N,2.07844444°E 657 msnm                                  |           |                     | Modifica les dades a Wikidata |
|        | font de la Manyosa  | Granera  | font         |         | 41° 44′ 38″ N, 2° 03′ 53″ E / 41.7439°N,2.06483°E ca:Torrent de la Manyosa 722 msnm                |           |                     | Modifica les dades a Wikidata |
|        | font de la Roca     | Granera  | font         |         | 41° 44′ 15″ N, 2° 02′ 24″ E / 41.73749444°N,2.03989444°E 560 msnm                                  |           |                     | Modifica les dades a Wikidata |
|        | font de la Torre    | Granera  | font         |         | 41° 43′ 48″ N, 2° 03′ 38″ E / 41.73004167°N,2.06065°E 749 msnm                                     |           |                     | Modifica les dades a Wikidata |
|        | font del Prat       | Granera  | font         |         | 41° 43′ 44″ N, 2° 03′ 45″ E / 41.72896111°N,2.06241944°E ca:Camí del Prat - Barri de Baix 734 msnm |           |                     | Modifica les dades a Wikidata |

## indret
| imatge | Nom                            | Ubicat a                    | instància de | Detalls       | coordenades                                                             | Protecció | Commons (més fotos) | Dades a WD                    |
| ------ | ------------------------------ | --------------------------- | ------------ | ------------- | ----------------------------------------------------------------------- | --------- | ------------------- | ----------------------------- |
|        | Baga Fosca (Granera)           | Granera                     | indret       |               | 41° 43′ 57″ N, 2° 02′ 36″ E / 41.732525°N,2.04323889°E                  |           |                     | Modifica les dades a Wikidata |
|        | Baga de Bigues                 | Granera                     | indret       |               | 41° 43′ 57″ N, 2° 03′ 10″ E / 41.73252222°N,2.05265139°E                |           |                     | Modifica les dades a Wikidata |
|        | Baga de Caldat                 | Granera                     | indret       |               | 41° 44′ 33″ N, 2° 02′ 59″ E / 41.74250833°N,2.04971944°E                |           |                     | Modifica les dades a Wikidata |
|        | Baga de Tantinyà               | Granera                     | indret       |               | 41° 43′ 25″ N, 2° 04′ 25″ E / 41.7237°N,2.07363°E                       |           |                     | Modifica les dades a Wikidata |
|        | Baga de Vila-rúbia             | Granera                     | indret       |               | 41° 44′ 51″ N, 2° 03′ 10″ E / 41.7476°N,2.05286°E                       |           |                     | Modifica les dades a Wikidata |
|        | Baga de la Frau de la Riera    | Granera                     | indret       |               | 41° 43′ 08″ N, 2° 05′ 01″ E / 41.71886833°N,2.08356778°E                |           |                     | Modifica les dades a Wikidata |
|        | Baga de la Roca                | Granera                     | indret       |               | 41° 44′ 11″ N, 2° 02′ 40″ E / 41.73648611°N,2.04455833°E                |           |                     | Modifica les dades a Wikidata |
|        | Baga del Marcet                | Granera                     | indret       |               | 41° 44′ 15″ N, 2° 05′ 04″ E / 41.73755°N,2.08448333°E                   |           |                     | Modifica les dades a Wikidata |
|        | Baga del Salamó                | Granera                     | indret       |               | 41° 42′ 52″ N, 2° 05′ 20″ E / 41.7144°N,2.08885°E                       |           |                     | Modifica les dades a Wikidata |
|        | Bagues del Solà                | Granera                     | indret       |               | 41° 43′ 13″ N, 2° 06′ 20″ E / 41.72016111°N,2.10561944°E                |           |                     | Modifica les dades a Wikidata |
|        | Camp de Bonell                 | Granera                     | indret       |               | 41° 42′ 51″ N, 2° 04′ 23″ E / 41.7141°N,2.07296°E                       |           |                     | Modifica les dades a Wikidata |
|        | Cau del Notari                 | Granera                     | indret       |               | 41° 43′ 54″ N, 2° 05′ 53″ E / 41.7317°N,2.09814°E                       |           |                     | Modifica les dades a Wikidata |
|        | Cinglera de la Baga del Salamó | Granera                     | indret       | Llarg: 0.25km | 41° 42′ 47″ N, 2° 05′ 04″ E / 41.7131°N,2.08436°E                       |           |                     | Modifica les dades a Wikidata |
|        | Cinglera del Salamó            | Granera Sant Llorenç Savall | indret       | Llarg: 0.5km  | 41° 42′ 36″ N, 2° 04′ 41″ E / 41.71°N,2.078°E                           |           |                     | Modifica les dades a Wikidata |
|        | El Camí de la Riera            | Granera                     | indret       |               | 41° 43′ 39″ N, 2° 04′ 06″ E / 41.72751111°N,2.0682375°E                 |           |                     | Modifica les dades a Wikidata |
|        | El Pi de la Llagosta           | Granera                     | indret       |               | 41° 42′ 59″ N, 2° 06′ 04″ E / 41.7163°N,2.10098°E                       |           |                     | Modifica les dades a Wikidata |
|        | El Segolar                     | Granera                     | indret       |               | 41° 42′ 53″ N, 2° 04′ 05″ E / 41.7148°N,2.06796°E                       |           |                     | Modifica les dades a Wikidata |
|        | Els Quatre Camins              | Granera                     | indret       |               | 41° 43′ 05″ N, 2° 06′ 24″ E / 41.71805167°N,2.10679444°E                |           |                     | Modifica les dades a Wikidata |
|        | Feixes del Coll                | Granera                     | indret       |               | 41° 44′ 22″ N, 2° 02′ 47″ E / 41.7395°N,2.04647°E                       |           |                     | Modifica les dades a Wikidata |
|        | Gorg de l'Infern               | Granera                     | indret       |               | 41° 43′ 45″ N, 2° 04′ 28″ E / 41.7292222222°N,2.07436944444°E 666 msnm  |           |                     | Modifica les dades a Wikidata |
|        | Horta de l'Agulló              | Granera                     | indret       |               | 41° 44′ 16″ N, 2° 04′ 17″ E / 41.73774444°N,2.07142222°E 690 msnm       |           |                     | Modifica les dades a Wikidata |
|        | Horta del Carner               | Granera                     | indret       |               | 41° 44′ 01″ N, 2° 05′ 37″ E / 41.73365972°N,2.09347778°E                |           |                     | Modifica les dades a Wikidata |
|        | L'Hort del Pi                  | Granera                     | indret       |               | 41° 43′ 34″ N, 2° 04′ 26″ E / 41.7262°N,2.07397°E                       |           |                     | Modifica les dades a Wikidata |
|        | La Frau                        | Granera                     | indret       |               | 41° 42′ 44″ N, 2° 01′ 21″ E / 41.7121°N,2.02243°E                       |           |                     | Modifica les dades a Wikidata |
|        | Les Febres                     | Granera                     | indret       |               | 41° 43′ 13″ N, 2° 05′ 32″ E / 41.7202°N,2.09211°E                       |           |                     | Modifica les dades a Wikidata |
|        | Les Gavinetes                  | Granera                     | indret       |               | 41° 43′ 32″ N, 2° 05′ 41″ E / 41.725425°N,2.09483333°E                  |           |                     | Modifica les dades a Wikidata |
|        | Les Vinyes                     | Granera                     | indret       |               | 41° 44′ 14″ N, 2° 03′ 03″ E / 41.7372°N,2.05089°E 675 msnm              |           |                     | Modifica les dades a Wikidata |
|        | Pla de l'Óssol                 | Granera                     | indret       |               | 41° 43′ 01″ N, 2° 03′ 53″ E / 41.71699861°N,2.06465°E 725 msnm          |           |                     | Modifica les dades a Wikidata |
|        | Pla de les Falgueres           | Granera                     | indret       |               | 41° 43′ 13″ N, 2° 04′ 41″ E / 41.72035833°N,2.07810278°E 800 msnm       |           |                     | Modifica les dades a Wikidata |
|        | Pla de les Soques              | Granera                     | indret       |               | 41° 43′ 21″ N, 2° 01′ 40″ E / 41.7225°N,2.02775°E 825 msnm              |           |                     | Modifica les dades a Wikidata |
|        | Pla del Milhomes               | Granera                     | indret       |               | 41° 44′ 02″ N, 2° 03′ 56″ E / 41.733791°N,2.065457°E 782 msnm           |           | Pla del Milhomes    | Modifica les dades a Wikidata |
|        | Plana del Mas                  | Granera                     | indret       |               | 41° 44′ 00″ N, 2° 04′ 35″ E / 41.73341194°N,2.07651389°E 685 msnm       |           |                     | Modifica les dades a Wikidata |
|        | Plans de la Riera              | Granera                     | indret       |               | 41° 43′ 29″ N, 2° 03′ 57″ E / 41.72482778°N,2.06575°E 730 msnm          |           |                     | Modifica les dades a Wikidata |
|        | Plans del Girbau               | Granera                     | indret       |               | 41° 44′ 32″ N, 2° 03′ 17″ E / 41.7422°N,2.05472°E 700 msnm              |           |                     | Modifica les dades a Wikidata |
|        | Prat de Bigues                 | Granera                     | indret       |               | 41° 44′ 22″ N, 2° 02′ 47″ E / 41.73949167°N,2.046475°E                  |           |                     | Modifica les dades a Wikidata |
|        | Quintana de l'Agulló           | Granera                     | indret       |               | 41° 44′ 04″ N, 2° 04′ 14″ E / 41.73450389°N,2.07058611°E 750 msnm       |           |                     | Modifica les dades a Wikidata |
|        | Quintana de la Manyosa         | Granera                     | indret       |               | 41° 44′ 22″ N, 2° 02′ 47″ E / 41.73949167°N,2.046475°E 635 msnm         |           |                     | Modifica les dades a Wikidata |
|        | Quintana de la Roca            | Granera                     | indret       |               | 41° 44′ 04″ N, 2° 02′ 23″ E / 41.73440278°N,2.03970556°E                |           |                     | Modifica les dades a Wikidata |
|        | Quintana del Coll              | Granera                     | indret       |               | 41° 44′ 22″ N, 2° 02′ 47″ E / 41.7395°N,2.04647°E                       |           |                     | Modifica les dades a Wikidata |
|        | Revolt de la Coforna           | Granera                     | indret       |               | 41° 44′ 14″ N, 2° 04′ 25″ E / 41.7373°N,2.07354°E                       |           |                     | Modifica les dades a Wikidata |
|        | Revolt del Forat Negre         | Granera                     | indret       |               | 41° 44′ 03″ N, 2° 04′ 37″ E / 41.7342°N,2.07703°E                       |           |                     | Modifica les dades a Wikidata |
|        | Revolt del Pas de les Illes    | Granera                     | indret       |               | 41° 43′ 57″ N, 2° 04′ 30″ E / 41.7324°N,2.07501°E                       |           |                     | Modifica les dades a Wikidata |
|        | Roques de Caldat               | Granera                     | indret       |               | 41° 44′ 05″ N, 2° 03′ 12″ E / 41.734722222222224°N,2.0533333333333332°E |           |                     | Modifica les dades a Wikidata |
|        | Roques de Puigdomènec          | Granera                     | indret       |               | 41° 43′ 36″ N, 2° 05′ 24″ E / 41.72653611°N,2.09010556°E                |           |                     | Modifica les dades a Wikidata |
|        | Solella de la Frau de la Riera | Granera                     | indret       |               | 41° 43′ 22″ N, 2° 05′ 10″ E / 41.7228°N,2.08614°E                       |           |                     | Modifica les dades a Wikidata |
|        | Sot del Calbó                  | Granera                     | indret       |               | 41° 43′ 54″ N, 2° 05′ 53″ E / 41.7317°N,2.09814°E                       |           |                     | Modifica les dades a Wikidata |

## masia
| imatge | Nom                    | Ubicat a | instància de | Detalls                                                | coordenades | Protecció                                            | Commons (més fotos)   | Dades a WD                    |
| ------ | ---------------------- | -------- | ------------ | ------------------------------------------------------ | --- | ---------------------------------------------------- | --------------------- | ----------------------------- |
|        | Bigues                 | Granera  | masia        | Estil: arquitectura popular                            | 41° 43′ 46″ N, 2° 03′ 19″ E / 41.729575°N,2.05530278°E ca:Carena de Bigues                                          | bé integrant del patrimoni cultural català           | Bigues (Granera)      | Modifica les dades a Wikidata |
|        | Biguetes               | Granera  | masia        |                                                        | 41° 43′ 11″ N, 2° 02′ 45″ E / 41.71970833°N,2.04589444°E ca:Carena de Biguetes 652 msnm                             |                                                      |                       | Modifica les dades a Wikidata |
|        | Cal Cintet             | Granera  | masia        |                                                        | 41° 43′ 17″ N, 2° 03′ 13″ E / 41.7213°N,2.0535°E ca:Serra de cal Cintet 697 msnm                                    |                                                      |                       | Modifica les dades a Wikidata |
|        | Cal Martí              | Granera  | masia        |                                                        | 41° 43′ 58″ N, 2° 04′ 05″ E / 41.73286389°N,2.06814194°E ca:Camí de l'Agulló - Barri de Baix 760.5 msnm             |                                                      | Cal Martí (Granera)   | Modifica les dades a Wikidata |
|        | Cal Rossell            | Granera  | masia        | 20th century                                           | 41° 43′ 46″ N, 2° 03′ 30″ E / 41.7295°N,2.05821°E ca:Carrer del Castell - Barri del Castell 799 msnm                |                                                      | Cal Rossell (Granera) | Modifica les dades a Wikidata |
|        | Can Creus              | Granera  | masia        |                                                        | 41° 43′ 58″ N, 2° 04′ 08″ E / 41.7327°N,2.06878°E 755 msnm                                                          |                                                      | Can Creus (Granera)   | Modifica les dades a Wikidata |
|        | Can Miquel             | Granera  | masia        |                                                        | 41° 43′ 54″ N, 2° 03′ 47″ E / 41.73178889°N,2.06304167°E ca:Carrer Nou, s/n - Barri de Baix 760 msnm                |                                                      |                       | Modifica les dades a Wikidata |
|        | Casalot de Coll d'Ases | Granera  | masia        |                                                        | 41° 42′ 48″ N, 2° 05′ 54″ E / 41.71345278°N,2.098375°E ca:Carena de coll d'Ases 932 msnm                            |                                                      |                       | Modifica les dades a Wikidata |
|        | Coronell               | Granera  | masia        |                                                        | 41° 43′ 03″ N, 2° 03′ 40″ E / 41.71754944°N,2.06116667°E 755 msnm                                                   |                                                      |                       | Modifica les dades a Wikidata |
|        | Fornot                 | Granera  | masia        |                                                        | 41° 43′ 56″ N, 2° 05′ 27″ E / 41.7322°N,2.0909°E 618 msnm                                                           |                                                      |                       | Modifica les dades a Wikidata |
|        | Puigdomènec            | Granera  | masia        |                                                        | 41° 43′ 27″ N, 2° 05′ 07″ E / 41.72405277777778°N,2.085272222222222°E 832.8 msnm                                    |                                                      | Puigdomènec (Granera) | Modifica les dades a Wikidata |
|        | Salvatges              | Granera  | masia        | 20th century                                           | 41° 43′ 01″ N, 2° 05′ 26″ E / 41.71693611°N,2.09066944°E ca:Camí de Salvatges 816.7 msnm                            |                                                      |                       | Modifica les dades a Wikidata |
|        | Tantinyà               | Granera  | masia        | Estil: arquitectura popular                            | 41° 43′ 15″ N, 2° 04′ 27″ E / 41.7207°N,2.07422°E ca:Baga de Tantinyà 775 msnm                                      | bé integrant del patrimoni cultural català           | Tantinyà              | Modifica les dades a Wikidata |
|        | Torre amb matacà       | Granera  | masia        | Estil: arquitectura popular                            | 41° 43′ 51″ N, 2° 03′ 47″ E / 41.730769°N,2.062919°E                                                                | bé d'interès cultural bé cultural d'interès nacional |                       | Modifica les dades a Wikidata |
|        | Trens                  | Granera  | masia        | 1687                                                   | 41° 42′ 56″ N, 2° 03′ 18″ E / 41.71563889°N,2.05489167°E ca:Torrent de la Font de Trens 661.6 msnm                  |                                                      | Trens (Granera)       | Modifica les dades a Wikidata |
|        | el Calbó               | Granera  | masia        |                                                        | 41° 44′ 05″ N, 2° 05′ 20″ E / 41.7346475°N,2.08897222°E 825 msnm                                                    |                                                      |                       | Modifica les dades a Wikidata |
|        | el Carner              | Granera  | masia        | Estil: arquitectura popular 17th century               | 41° 43′ 58″ N, 2° 05′ 23″ E / 41.73278889°N,2.08960833°E ca:Horta del Carner 848 msnm                               | bé integrant del patrimoni cultural català           | El Carner (Granera)   | Modifica les dades a Wikidata |
|        | el Clapers             | Granera  | masia        |                                                        | 41° 42′ 59″ N, 2° 04′ 01″ E / 41.71648611°N,2.0669325°E 744.5 msnm                                                  |                                                      |                       | Modifica les dades a Wikidata |
|        | el Coll                | Granera  | masia        | Estil: arquitectura popular                            | 41° 44′ 19″ N, 2° 02′ 36″ E / 41.7386°N,2.04326°E ca:Quintana del Coll 643.9 msnm                                   | bé integrant del patrimoni cultural català           | El Coll (Granera)     | Modifica les dades a Wikidata |
|        | el Girbau de Baix      | Granera  | masia        | Estil: arquitectura popular                            | 41° 44′ 29″ N, 2° 03′ 15″ E / 41.74148056°N,2.05416389°E 698 msnm                                                   | bé integrant del patrimoni cultural català           | El Girbau de Baix     | Modifica les dades a Wikidata |
|        | el Girbau de Dalt      | Granera  | masia        | Estil: arquitectura popular 16th century Estat: ruïnós | 41° 44′ 30″ N, 2° 03′ 16″ E / 41.74175278°N,2.05451944°E 709 msnm                                                   | bé integrant del patrimoni cultural català           | El Girbau de Dalt     | Modifica les dades a Wikidata |
|        | el Marcet              | Granera  | masia        |                                                        | 41° 44′ 20″ N, 2° 04′ 40″ E / 41.73875°N,2.077777777777778°E 637 msnm                                               |                                                      |                       | Modifica les dades a Wikidata |
|        | el Salamó              | Granera  | masia        | Estil: arquitectura popular                            | 41° 42′ 48″ N, 2° 04′ 59″ E / 41.71333056°N,2.083125°E ca:Cinglera de la baga del Salamó 852 msnm                   | bé integrant del patrimoni cultural català           | El Salamó             | Modifica les dades a Wikidata |
|        | el Solà del Sot        | Granera  | masia        |                                                        | 41° 43′ 25″ N, 2° 06′ 18″ E / 41.7237°N,2.10505°E ca:Torrent del Pererol 809.5 msnm                                 |                                                      |                       | Modifica les dades a Wikidata |
|        | l'Agulló               | Granera  | masia        |                                                        | 41° 44′ 08″ N, 2° 04′ 15″ E / 41.7356°N,2.07096°E ca:Quintana de l'Agulló 751 msnm                                  |                                                      | L'Agulló (Granera)    | Modifica les dades a Wikidata |
|        | l'Otzet                | Granera  | masia        |                                                        | 41° 43′ 24″ N, 2° 01′ 51″ E / 41.7232°N,2.03084°E ca:Paratge de l'Otzet 663 msnm                                    |                                                      | L'Otzet (Granera)     | Modifica les dades a Wikidata |
|        | l'Óssol                | Granera  | masia        | Estil: arquitectura popular                            | 41° 43′ 05″ N, 2° 03′ 57″ E / 41.718°N,2.06591°E ca:Pla de l'Óssol 742.4 msnm                                       | bé integrant del patrimoni cultural català           | L'Óssol               | Modifica les dades a Wikidata |
|        | la Manyosa             | Granera  | masia        | Estil: arquitectura popular                            | 41° 44′ 37″ N, 2° 04′ 03″ E / 41.74353056°N,2.06743167°E ca:Camí que surt de la ctra. BV-1245, al km 6,1 729.6 msnm | bé integrant del patrimoni cultural català           | La Manyosa (Granera)  | Modifica les dades a Wikidata |
|        | la Païssa              | Granera  | masia        | Estil: arquitectura popular 1777                       | 41° 43′ 01″ N, 2° 04′ 02″ E / 41.71686611°N,2.06708861°E ca:Pla de l'Óssol 744.5 msnm                               | bé integrant del patrimoni cultural català           |                       | Modifica les dades a Wikidata |
|        | la Riera               | Granera  | masia        | Estil: arquitectura popular                            | 41° 43′ 24″ N, 2° 04′ 03″ E / 41.7232°N,2.06749°E ca:Plans de la Riera 710.7 msnm                                   | bé integrant del patrimoni cultural català           | La Riera (Granera)    | Modifica les dades a Wikidata |
|        | la Roca                | Granera  | masia        |                                                        | 41° 44′ 02″ N, 2° 02′ 21″ E / 41.73389111°N,2.03915278°E ca:Quintana de la Roca 608 msnm                            |                                                      | La Roca (Granera)     | Modifica les dades a Wikidata |
|        | la Torre               | Granera  | masia        |                                                        | 41° 43′ 33″ N, 2° 03′ 37″ E / 41.72593611°N,2.06030833°E 790.8 msnm                                                 |                                                      | La Torre (Granera)    | Modifica les dades a Wikidata |

## muntanya
| imatge | Nom                      | Ubicat a                                   | instància de | Detalls | coordenades                                                                                          | Protecció | Commons (més fotos) | Dades a WD                    |
| ------ | ------------------------ | ------------------------------------------ | ------------ | ------- | --- | --------- | ------------------- | ----------------------------- |
|        | Còdol del Castellar      | Granera                                    | muntanya     |         | 41° 44′ 27″ N, 2° 03′ 34″ E / 41.740942°N,2.059581°E ca:Serra de Granera 832 msnm                    |           | Còdol del Castellar | Modifica les dades a Wikidata |
|        | Muntanya de la Sala      | Monistrol de Calders Granera Castellterçol | muntanya     |         | 41° 45′ 00″ N, 2° 02′ 44″ E / 41.74988889°N,2.04555°E 665 msnm                                       |           | Muntanya de la Sala | Modifica les dades a Wikidata |
|        | Roca de l'Àliga          | Granera                                    | muntanya     |         | 41° 44′ 25″ N, 2° 03′ 55″ E / 41.7402°N,2.06519°E 819.7 msnm                                         |           |                     | Modifica les dades a Wikidata |
|        | Serrat de les Pedres     | Granera Castellterçol                      | muntanya     |         | 41° 43′ 02″ N, 2° 06′ 39″ E / 41.71725°N,2.11083333°E ca:A l'extrem sud del terme municipal 954 msnm |           |                     | Modifica les dades a Wikidata |
|        | Serrat dels Tres Senyors | Mura Granera Sant Llorenç Savall           | muntanya     |         | 41° 42′ 29″ N, 2° 01′ 21″ E / 41.708°N,2.02239°E 650 msnm                                            |           |                     | Modifica les dades a Wikidata |
|        | Turó de Cisnolla         | Castellterçol Granera                      | muntanya     |         | 41° 44′ 49″ N, 2° 03′ 48″ E / 41.7469°N,2.06338°E 800.6 msnm                                         |           |                     | Modifica les dades a Wikidata |
|        | Turó de la Torre         | Granera                                    | muntanya     |         | 41° 43′ 34″ N, 2° 03′ 35″ E / 41.72607778°N,2.05963056°E 795.7 msnm                                  |           |                     | Modifica les dades a Wikidata |
|        | el Cogull                | Granera                                    | muntanya     |         | 41° 43′ 02″ N, 2° 02′ 18″ E / 41.717135°N,2.03836°E 664.2 msnm                                       |           |                     | Modifica les dades a Wikidata |
|        | el Pedró                 | Granera                                    | muntanya     |         | 41° 44′ 05″ N, 2° 03′ 48″ E / 41.73486111°N,2.06330556°E 846.6 msnm                                  |           |                     | Modifica les dades a Wikidata |
|        | la Trona                 | Granera Castellterçol                      | muntanya     |         | 41° 44′ 44″ N, 2° 03′ 42″ E / 41.74554444°N,2.06152778°E 830.7 msnm                                  |           |                     | Modifica les dades a Wikidata |
|        | serra de Granera         | Granera                                    | muntanya     |         | 41° 44′ 18″ N, 2° 03′ 49″ E / 41.738333333333°N,2.0636111111111°E 831 msnm                           |           |                     | Modifica les dades a Wikidata |

## nucli de població
| imatge | Nom                  | Ubicat a | instància de      | Detalls | coordenades                                                       | Protecció | Commons (més fotos)            | Dades a WD                    |
| ------ | -------------------- | -------- | ----------------- | ------- | ----------------------------------------------------------------- | --------- | ------------------------------ | ----------------------------- |
|        | Barri de Baix        | Granera  | nucli de població |         | 41° 43′ 57″ N, 2° 03′ 57″ E / 41.73248611°N,2.06595278°E          |           | El Barri de Baix (Granera)     | Modifica les dades a Wikidata |
|        | el Barri del Castell | Granera  | nucli de població |         | 41° 43′ 46″ N, 2° 03′ 29″ E / 41.72956389°N,2.05813056°E 807 msnm |           | El Barri del Castell (Granera) | Modifica les dades a Wikidata |

## pont
| imatge | Nom                                | Ubicat a              | instància de | Detalls                                                 | coordenades | Protecció | Commons (més fotos) | Dades a WD                    |
| ------ | ---------------------------------- | --------------------- | ------------ | ------------------------------------------------------- | --- | --------- | ------------------- | ----------------------------- |
|        | Pont del Marcet                    | Granera Castellterçol | pont         | Hi passa: BV-1245 Estat: bon estat Llarg: 15m Ample: 6m | 41° 44′ 31″ N, 2° 04′ 44″ E / 41.7419793168614°N,2.07893704055681°E ca:Carretera BV-1245, km. 6,1 627.6 msnm      |           |                     | Modifica les dades a Wikidata |
|        | Pont del torrent de la font de Buc | Granera               | pont font    | 19th century Estat: malmès                              | 41° 43′ 44″ N, 2° 02′ 15″ E / 41.72887°N,2.03744°E ca:Torrent de la Font de Buc - Torrent de la Rectoria 546 msnm |           |                     | Modifica les dades a Wikidata |

## rectoria
| imatge | Nom         | Ubicat a | instància de | Detalls      | coordenades | Protecció | Commons (més fotos)   | Dades a WD                    |
| ------ | ----------- | -------- | ------------ | ------------ | --- | --------- | --------------------- | ----------------------------- |
|        | La Rectoria | Granera  | rectoria     |              | 41° 44′ 42″ N, 1° 59′ 55″ E / 41.7451°N,1.99856°E 660.8 msnm                                                     |           | La Rectoria (Granera) | Modifica les dades a Wikidata |
|        | la Rectoria | Granera  | rectoria     | 18th century | 41° 43′ 31″ N, 2° 03′ 25″ E / 41.7252727737359°N,2.05689715016941°E ca:Plaça de l'Església - Barri de l'Església |           |                       | Modifica les dades a Wikidata |

## serra
| imatge | Nom                          | Ubicat a                     | instància de | Detalls | coordenades | Protecció | Commons (més fotos) | Dades a WD                    |
| ------ | ---------------------------- | ---------------------------- | ------------ | ------- | --- | --------- | ------------------- | ----------------------------- |
|        | Carena de Bigues             | Granera                      | serra        |         | 41° 43′ 54″ N, 2° 02′ 42″ E / 41.731762°N,2.044883°E 648 msnm                                                                               |           | Carena de Bigues    | Modifica les dades a Wikidata |
|        | Carena de Biguetes           | Granera                      | serra        |         | 41° 44′ 16″ N, 2° 03′ 46″ E / 41.73788611111111°N,2.06265°E 41° 44′ 27″ N, 2° 03′ 35″ E / 41.74086666666667°N,2.0595833333333333°E 831 msnm |           |                     | Modifica les dades a Wikidata |
|        | Carena de Cal Savoia         | Granera                      | serra        |         | 41° 43′ 43″ N, 2° 02′ 23″ E / 41.7287°N,2.03974°E                                                                                           |           |                     | Modifica les dades a Wikidata |
|        | Carena de Caldat             | Granera                      | serra        |         | 41° 44′ 28″ N, 2° 02′ 42″ E / 41.7411°N,2.04492°E                                                                                           |           |                     | Modifica les dades a Wikidata |
|        | Carena de Coll d'Ases        | Granera                      | serra        |         | 41° 42′ 57″ N, 2° 06′ 04″ E / 41.7158°N,2.10117°E                                                                                           |           |                     | Modifica les dades a Wikidata |
|        | Carena de Serraltes          | Granera                      | serra        |         | 41° 43′ 54″ N, 2° 04′ 38″ E / 41.7318°N,2.07716°E                                                                                           |           |                     | Modifica les dades a Wikidata |
|        | Carena de la Roca            | Granera                      | serra        |         | 41° 44′ 09″ N, 2° 02′ 57″ E / 41.7357°N,2.04913°E                                                                                           |           |                     | Modifica les dades a Wikidata |
|        | Carena de les Elies          | Granera Mura                 | serra        |         | 41° 42′ 48″ N, 2° 01′ 10″ E / 41.7132°N,2.01951°E 625 msnm                                                                                  |           |                     | Modifica les dades a Wikidata |
|        | Carena de les Grutes         | Granera                      | serra        |         | 41° 43′ 51″ N, 2° 02′ 15″ E / 41.7309°N,2.03758°E                                                                                           |           |                     | Modifica les dades a Wikidata |
|        | Carena de les Illes          | Granera                      | serra        |         | 41° 42′ 59″ N, 2° 05′ 01″ E / 41.7164°N,2.08348°E                                                                                           |           |                     | Modifica les dades a Wikidata |
|        | Carena del Marcet            | Granera                      | serra        |         | 41° 44′ 03″ N, 2° 05′ 19″ E / 41.7341°N,2.08872°E                                                                                           |           |                     | Modifica les dades a Wikidata |
|        | Serra Pelada                 | Granera                      | serra        |         | 41° 44′ 25″ N, 2° 04′ 02″ E / 41.7402°N,2.0673°E 831 msnm                                                                                   |           |                     | Modifica les dades a Wikidata |
|        | Serra de Cal Cintet          | Granera                      | serra        |         | 41° 43′ 19″ N, 2° 02′ 31″ E / 41.722°N,2.04194°E                                                                                            |           |                     | Modifica les dades a Wikidata |
|        | Serra de Puigdomènec         | Granera                      | serra        |         | 41° 43′ 47″ N, 2° 04′ 44″ E / 41.7298°N,2.07894°E                                                                                           |           |                     | Modifica les dades a Wikidata |
|        | Serra de l'Olleret           | Granera                      | serra        |         | 41° 44′ 55″ N, 2° 03′ 08″ E / 41.7486°N,2.0523°E                                                                                            |           |                     | Modifica les dades a Wikidata |
|        | Serra de l'Óssol             | Granera                      | serra        |         | 41° 43′ 05″ N, 2° 04′ 24″ E / 41.7181°N,2.07338°E                                                                                           |           |                     | Modifica les dades a Wikidata |
|        | Serra de la Caseta (Gallifa) | Granera                      | serra        |         | 41° 43′ 00″ N, 2° 06′ 14″ E / 41.7167°N,2.10387°E                                                                                           |           |                     | Modifica les dades a Wikidata |
|        | Serra de les Tombes          | Granera                      | serra        |         | 41° 43′ 51″ N, 2° 02′ 15″ E / 41.7309°N,2.03758°E                                                                                           |           |                     | Modifica les dades a Wikidata |
|        | Serra del Castell            | Granera                      | serra        |         | 41° 43′ 52″ N, 2° 03′ 27″ E / 41.7312°N,2.05762°E 820 msnm                                                                                  |           |                     | Modifica les dades a Wikidata |
|        | Serra del Coll               | Granera                      | serra        |         | 41° 44′ 24″ N, 2° 02′ 49″ E / 41.74°N,2.04701°E                                                                                             |           |                     | Modifica les dades a Wikidata |
|        | Serra dels Tudons            | Granera                      | serra        |         | 41° 43′ 03″ N, 2° 06′ 06″ E / 41.7175°N,2.10166°E                                                                                           |           |                     | Modifica les dades a Wikidata |
|        | Serrat de Coronell           | Granera                      | serra        |         | 41° 43′ 04″ N, 2° 03′ 10″ E / 41.717847°N,2.05277°E                                                                                         |           |                     | Modifica les dades a Wikidata |
|        | Serrat de Trens              | Granera                      | serra        |         | 41° 43′ 02″ N, 2° 02′ 18″ E / 41.7171°N,2.03834°E                                                                                           |           |                     | Modifica les dades a Wikidata |
|        | Serrat de l'Otzetó           | Monistrol de Calders Granera | serra        |         | 41° 43′ 52″ N, 2° 01′ 34″ E / 41.7312°N,2.02619444°E 640 msnm                                                                               |           | Serrat de l'Otzetó  | Modifica les dades a Wikidata |
|        | Serrat de les Forques        | Granera                      | serra        |         | 41° 44′ 05″ N, 2° 03′ 39″ E / 41.7346°N,2.06086°E                                                                                           |           |                     | Modifica les dades a Wikidata |
|        | Serrat de les Puces          | Granera                      | serra        |         | 41° 43′ 45″ N, 2° 04′ 17″ E / 41.7293°N,2.0714°E 730 msnm                                                                                   |           |                     | Modifica les dades a Wikidata |
|        | Serrat de les Soques         | Granera                      | serra        |         | 41° 43′ 30″ N, 2° 01′ 44″ E / 41.725°N,2.02876°E                                                                                            |           |                     | Modifica les dades a Wikidata |
|        | Serrat del Calbó             | Granera                      | serra        |         | 41° 43′ 56″ N, 2° 05′ 27″ E / 41.73217778°N,2.09089444°E 831 msnm                                                                           |           |                     | Modifica les dades a Wikidata |
|        | Serrat del Clapers           | Granera                      | serra        |         | 41° 42′ 53″ N, 2° 03′ 49″ E / 41.714692°N,2.06374°E                                                                                         |           |                     | Modifica les dades a Wikidata |
|        | Serrat del Moro              | Granera                      | serra        |         | 41° 43′ 47″ N, 2° 01′ 58″ E / 41.7296°N,2.03273°E                                                                                           |           |                     | Modifica les dades a Wikidata |
|        | Serrat del Pedró             | Granera                      | serra        |         | 41° 44′ 15″ N, 2° 03′ 47″ E / 41.737443°N,2.062999°E 833 msnm                                                                               |           |                     | Modifica les dades a Wikidata |
|        | Serrat del Planot            | Granera                      | serra        |         | 41° 43′ 19″ N, 2° 03′ 33″ E / 41.721954°N,2.05915°E 765 msnm                                                                                |           |                     | Modifica les dades a Wikidata |
|        | Serrat del Vent              | Granera                      | serra        |         | 41° 42′ 41″ N, 2° 01′ 33″ E / 41.7113°N,2.02586°E                                                                                           |           |                     | Modifica les dades a Wikidata |
|        | Serrat dels Ermots del Coll  | Granera Monistrol de Calders | serra        |         | 41° 44′ 41″ N, 2° 02′ 05″ E / 41.7448°N,2.03463°E                                                                                           |           |                     | Modifica les dades a Wikidata |

## Misc
| imatge | Nom                          | Ubicat a                                                                                    | instància de                                                                   | Detalls                      | coordenades                                                                                    | Protecció                                                                                        | Commons (més fotos)              | Dades a WD                    |
| ------ | ---------------------------- | ------------------------------------------------------------------------------------------- | ------------------------------------------------------------------------------ | ---------------------------- | ---------------------------------------------------------------------------------------------- | ------------------------------------------------------------------------------------------------ | -------------------------------- | ----------------------------- |
|        | B-124                        | Sabadell Castellar del Vallès Sant Llorenç Savall Granera Mura Monistrol de Calders Calders | carretera                                                                      |                              | 41° 33′ 07″ N, 2° 06′ 23″ E / 41.552°N,2.10625°E                                               |                                                                                                  |                                  | Modifica les dades a Wikidata |
|        | Baronia de Granera           | Granera                                                                                     | baronia                                                                        |                              | 41° 43′ 47″ N, 2° 03′ 28″ E / 41.72986111°N,2.05773056°E                                       |                                                                                                  |                                  | Modifica les dades a Wikidata |
|        | Castell de Granera           | Granera                                                                                     | castell castell roquer                                                         | Estil: arquitectura romànica | 41° 43′ 48″ N, 2° 03′ 28″ E / 41.7299°N,2.05773°E ca:Barri del Castell. Ctra. BV-1245 818 msnm | bé d'interès cultural element de la Llista Vermella del Patrimoni bé cultural d'interès nacional | Castell de Granera               | Modifica les dades a Wikidata |
|        | El Castellar                 | Granera                                                                                     | vèrtex geodèsic                                                                | Alt: 1.2m                    | 41° 44′ 27″ N, 2° 03′ 34″ E / 41.740874°N,2.059579°E 832.012 msnm                              |                                                                                                  |                                  | Modifica les dades a Wikidata |
|        | El Forn del Carner           | Granera                                                                                     | teuleria                                                                       |                              | 41° 43′ 52″ N, 2° 05′ 23″ E / 41.731079°N,2.08973°E ca:Masia del Carner 854.6 msnm             |                                                                                                  | El Forn del Carner               | Modifica les dades a Wikidata |
|        | Espai natural de Gallifa     | Gallifa Sant Llorenç Savall Granera Castellterçol Sant Quirze Safaja Sant Feliu de Codines  | àrea protegida                                                                 |                              | 41° 41′ 51″ N, 2° 07′ 25″ E / 41.697611111111°N,2.1235833333333°E                              |                                                                                                  | Parc de Gallifa                  | Modifica les dades a Wikidata |
|        | Granera                      | Granera                                                                                     | entitat singular de població capital municipal ens local històric de Catalunya | 83 hab                       | 41° 43′ 32″ N, 2° 03′ 25″ E / 41.72551464°N,2.05700417°E 766 msnm                              |                                                                                                  |                                  | Modifica les dades a Wikidata |
|        | Paller                       | Granera                                                                                     | pallissa                                                                       | Estil: arquitectura popular  | 41° 43′ 01″ N, 2° 04′ 01″ E / 41.71682°N,2.06708°E                                             | bé integrant del patrimoni cultural català                                                       |                                  | Modifica les dades a Wikidata |
|        | Pantà del Marcet             | Granera                                                                                     | embassament                                                                    |                              | 41° 44′ 14″ N, 2° 04′ 34″ E / 41.7372°N,2.07623°E 652.5 msnm                                   |                                                                                                  |                                  | Modifica les dades a Wikidata |
|        | Tomba del Moro               | Granera                                                                                     | Tomba antropomorfa jaciment arqueològic                                        |                              | 41° 43′ 33″ N, 2° 02′ 01″ E / 41.72587778°N,2.03364833°E l'Otzet 676 msnm                      | bé integrant del patrimoni cultural català                                                       |                                  | Modifica les dades a Wikidata |
|        | Tomba del Moro               | Granera                                                                                     | menhir                                                                         |                              | 41° 43′ 32″ N, 2° 01′ 57″ E / 41.7254570297914°N,2.03247576498319°E                            |                                                                                                  |                                  | Modifica les dades a Wikidata |
|        | casa consistorial de Granera | Granera                                                                                     | casa consistorial                                                              |                              | 41° 43′ 32″ N, 2° 03′ 26″ E / 41.7254538°N,2.057285°E                                          |                                                                                                  |                                  | Modifica les dades a Wikidata |
|        | creu de la Santa Missió      | Granera                                                                                     | creu de la Santa Missió creu monumental                                        | 1941                         | 41° 43′ 34″ N, 2° 03′ 35″ E / 41.726015°N,2.059605°E ca:Turó de la Torra                       |                                                                                                  |                                  | Modifica les dades a Wikidata |
|        | el Barri de l'Església       | Granera                                                                                     | barri                                                                          |                              | 41° 43′ 32″ N, 2° 03′ 23″ E / 41.72569444°N,2.05642222°E 762.3 msnm                            |                                                                                                  | El Barri de l'Església (Granera) | Modifica les dades a Wikidata |